# Christian Tuxen Falbe
Christian Tuxen Falbe (5. april 1791 – 19. juli 1849) var en dansk søofficer, arkæolog og numismatiker. Han var søn af kaptajn i søetaten og inspektør ved Øresunds Toldkammer Ulrik Anton Falbe og far til diplomaten Christian Frederik Falbe. Han var Danmarks første fotograf. 